# Giardini d'Europa di Annecy

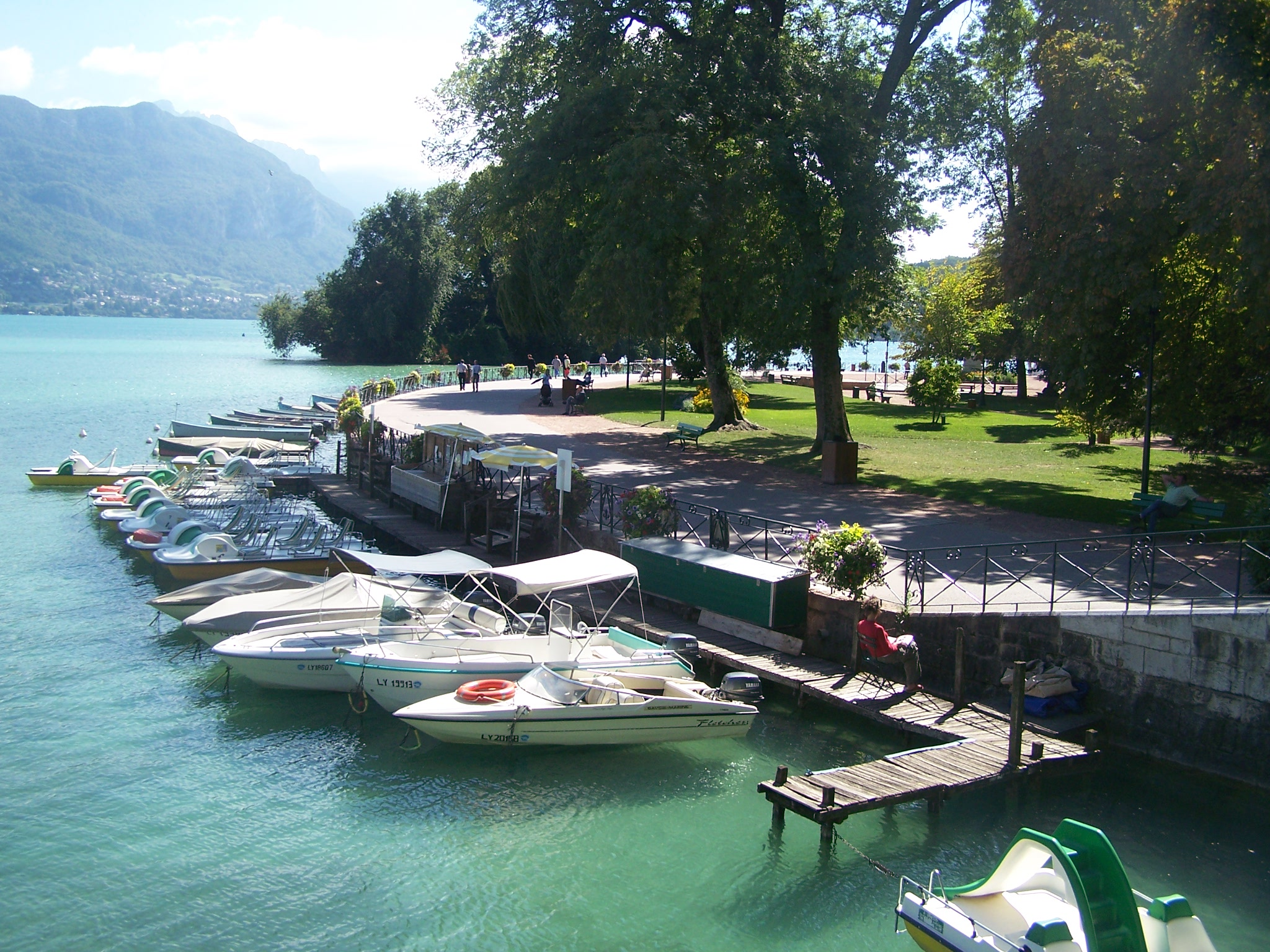
I giardini e il lago

I giardini d'Europa di Annecy  (in lingua francese: Jardins de l'Europe d'Annecy) sono un grande parco nei pressi del lago di Annecy.
Oggi, il giardino ha circa 250 alberi, tra cui un magnifico ginkgo biloba, un tulipifero, i pini neri e sequoie giganti.